# جی‌سی‌آرتی جی۱۷۴۵–۳۰۰۹
جی‌سی‌آرتی جی۱۷۴۵–۳۰۰۹ یک ستاره است که در صورت فلکی کژدم قرار دارد.